# OBANDOS
OBANDOS（オバンドス）は、安齋肇やしりあがり寿たちによって2008年に結成された工作展バンド。

## 概要
1990年代後半から安齋肇を中心に友人知人が集まってメンバーを変えながら何度かグループ展を開催していたが、2008年に「自作の楽器を展示する」というテーマで企画されたグループ展がきっかけとなり、その時の参加メンバーで結成。以後各地で不定期にライブやイベント活動をしている。
楽器は全てダンボールや空き缶などの身近な素材で自作しているため、一般的に市販されているギターやドラムなどは使用していない。また、ライブはアドリブでジャムセッションのような形式で行なわれる。
ポスターなどのメンバーが描かれたイラストと、（安齋肇の振りによって即席で「六本木のソナタ」「アマンドの屋根の調」などと）曲にタイトルをつけるのは朝倉世界一が担当している。

## メンバー
- 安齋肇（ソラミミスト／イラストレーター）愛称：ZAI
ペットボトルで制作した笛、打楽器、ワイヤーと板で制作したウッドベース。MCも担当。
- 朝倉世界一（漫画家／イラストレーター）愛称：KURA
空き缶で制作した打楽器。
- 白根ゆたんぽ（イラストレーター）愛称：RANE
輪ゴム・ダンボール・板で制作した弦楽器。大人の科学の付録を改造したテルミン。
- しりあがり寿（漫画家）愛称：BUKI
バケツで制作した打楽器。
- 高橋キンタロー（イラストレーター）愛称：HASHI
パレットで制作した弦楽器。ストローで制作した笛。
- 薙野たかひろ（イラストレーター）愛称：BO
輪ゴム・ダンボール・板で制作した弦楽器。ボーカルも担当。
- なんきん（ワハハ本舗俳優／漫画家）愛称：KIN
ストローで制作した笛。
- パラダイス山元（ミュージシャン／マン盆栽作家）愛称：MOTO
ホースで制作した笛。
- ミック・イタヤ（ビジュアルアーティスト）愛称：TAMMY
板・スイッチ・モーターで制作したキーボード。

## ライブ・イベント活動
- 夏の宿題工作展「新楽器～We are the Obandos」（2008年8月）
- トランスポップギャラリー presents 工作展LIVE 「オバンドスナイト/OBANDOS Night（in Kyoto）」（2008年9月15日、「京都メトロ」公演）
- OBANDOS NIGHT in Tokyo（2008年11月14日、麻布「superdelux」公演）
- しりあがり寿PRESENTS　新春! （有）さるハゲ ロックフェスティバル’09（2009年1月17日、「新宿LOFT」公演）
- SUMMER SONIC 09、東京Riverside Garden（2009年8月8日）
- 服部緑地 Rainbow Hill 2009（2009年10月11日）
- オバンドス凱旋展（2009年10月 - 11月）※8月の東京SUMMER SONIC、更に10月の大阪Rainbow Hill野外ステージの出演などのライブ写真や映像、メンバーの絵日記、ステージで使用された仮面や工作楽器の一部などを展示。
- しりあがり寿PRESENTS 新春! （有）さるハゲ ロックフェスティバル2010（2010年1月10日、「新宿LOFT」公演）
- 東海道工作展（2010年9月11日、「静岡市クリエーター支援センター（CCC）3階プレゼンテーションルーム」公演）※グループ展開期中の会場にて。
- NAP2010音楽イベント『しりあがり現象！』（2010年10月9日、奈良「もいち堂」公演）
- 工作ジェネレーション（2011年2月24日、麻布「音楽実験室新世界」公演）
- 工作星人襲来（2011年10月17日、高円寺「U.F.O.CLUB」公演）
- 工作星人の逆襲II（2011年11月28日、麻布「音楽実験室新世界」公演）